# Jump in the Fire
Singles de Metallica
Whiplash
(1983) Fade to Black
(1984)
Pistes de Kill 'Em All
Motorbreath (Anesthesia) Pulling Teeth
Jump in the Fire est la quatrième piste de l'album de Metallica Kill 'Em All, sorti en 1983. Les paroles originales, figurant sur la démo No Life 'Til Leather, sont de Dave Mustaine. Traitant de la sexualité, elles sont écrites du point de vue du diable qui regarde les gens qui s'entretuent. Il est ainsi sûr qu'ils vont tous aller en enfer pour leurs actions (« Ils sautent dans le feu »).
La chanson est connue pour son solo de guitare aux environs de 3:48.

## Info
1. Jump in the Fire (Hetfield/Ulrich/Mustaine) - 04:40
2. Seek and Destroy (Hetfield/Ulrich) - 06:55 (live)
3. Phantom Lord (Hetfield/Ulrich/Mustaine) - 05:02  (live)

## Composition du groupe
- James Hetfield : chants et guitare rythmique
- Lars Ulrich : batterie
- Cliff Burton : basse
- Kirk Hammett : guitare solo